# Оптичка варка
Оптичка варка (такође оптичка илузија) је варка која почива на неисправној перцепцији некакве слике. Слика која је перципира оком а интерпретира је мозак на други начин који одговара реалности. Најчешће су оптичке илузије, али је разлика у томе што оптичке варке укључују само појаве које перципирају очи, а перцептивне укључују све појаве које човек перципира (на било који начин). Неке су перцептивне варке узроковане несавршеношћу наших чула (тромост ока, на пример), а неке радом нашег мозга. Перцептивне варке треба разликовати од халуцинација. Оне се разликују по томе што код перцептивних варки подражај постоји, али је криво перципиран, док га код халуцинација подражаја нема. but a classification

## Оптичке варке

### Непостојећи објекти

#### Тачке у решетки
Врло позната оптичка варка која резултира перцепцијом мутних полупрозирних тачака на пресецима елемената решетке. „Открио” ју је Лудимар Херман 1870. године. На пресецима црта решетке виде се црне мутне тачке. Али, ако се гледа равно у пресек, види се само празнина (бели простор) - тачке се виде на пресецима у које не гледа директно.

#### Накнадне слике
Накнадне слике, или па-слике су оптичке варке које користе адаптацију ока да би се, након нетремичног гледања, на неутралној позадини видео негатив дотичне слике. Гледајући у слику десно нетремице двадесетак секунди (најлакше је фокусирати се у једну од четири вертикално постављене тачке у средини). Одмах након тога се погледа у неку неутралну (најбоље белу) позадину (празан папир, зид или сл). На позадини се види људски портрет (у оригиналу је ова варка направљена с намером да приказује Исуса), који заправо не постоји.
Реч је о већ споменутој чулној адаптацији. Око се аутоматски „привикава” на тренутну количину светлости. Код оваквих контраста, поједини се делови мрежњаче различито привикавају на светлост. Кад се погледа у неутралну позадину, делови мрежњаче још остају привикнути на пређашње стање, односно посветљују делове који су били претамни (на неутралној позадини резултирајући светлијим подручјима), а потамњују делове који су били светли (резултирајући тамним подручјима). Условно се каже да слика остаје на мрежници још неко време.

### Различите перцепције геометријских ликова
Код геометријских објеката који су нацртани (дводимензионални су), а могу се перципирати као тродимензионални објекти често долази до различитих могућности перцепције. С леве је стране тзв. Некерова коцка, заправо обична пројекција жичаног модела коцке на две димензије. С десне стране слике налазе се два могућа начина перцепције - први је такав да је доњи леви квадрат предња површина коцке, а други такав да је горњи десни квадрат предња површина коцке. Могуће је да се та два начина измењују док се гледа у слику. Ако се коцка перципира на само један начин, трептање може узроковати промену. Шредерове степенице (десно) раде по истом принципу - могуће их је перципирати тако да је површина A испред површине B и обрнуто.
„Трик” је у томе да се тродимензионални објекти не могу пројектовати на дводимензионалну површину без јаког изобличења. Да је жичани модел коцке стварно испред нас, због конвергенције очију знали бисмо која је страница предња. Како је папир (или заслон) дводимензионалан, оба су квадрата на истој удаљености од ока, те то омогућава мозгу да „замисли” обе ситуације. Занимљиво је да је мозгу готово немогуће да замисли фигуру коцке као површину, односно као скуп од три квадрата (два већа и једног мањег) и два правоугаона троугла. Иста ствар вреди и за Шредерове степенице.

### Погрешне перцепције величине и облика

#### Дужине линија
Која је од прве две водоравне линије на левој слици дужа? Упркос томе што се чини да је друга линија по реду дужа, оне су једнаке дужине. Једнако тако, на трећој линији одозго се може означити средину, па након тога може проверити метром (нацртати на папир). Несумњиво је ће средина бити означити ближе крају (репу) стрелице него што она заправо јесте.
Једно од објашњења је то да делови стрелице који „стрше” из привидно дуже црте визуелно једноставно продужују ту црту. Друго је то да мозак те црте перципира као тродимензионалне, а за углове претпоставља да су прави. Лакши пример за схватање овог објашњења је Понзова варка (слика десно) - мозак слику перципира као колосеке (или нешто слично) те водоравне црте прилагођава њима. Важно је напоменути да Милер-Лијерова варка не заварава све људе. На оне који живе у околини без много правих углова (мало зграда, кружна боравишта и сл) ова варка неће утицати, односно они ће рећи да су црте једнаке дужине.

#### Положај и облик линија
Једна од најпознатијих илузија овог типа је тзв. илузија зида (енг. Café wall illusion) Ричарда Грегорија (лево). Водоравне линије зида су успоредне. Свака „цигла” зида мора бити окружена неутралним делом (у овом случају сиве боје). Још једна таква варка је Херингова илузија (Евалд Херинг, 1861)
За обе илузије је заслушан људски мозак. Код Херингове, он перципира правце који се секу у средини (у нашем случају плаве црте) као паралелне линије које се привидно спајају у даљини. Црвене црте (које јесу паралелне) затим прилагођава плавима. Илузија зида нема везе с перцепцијом дубине. Овде је проблем у сивим цртама (које су привидно накошене). Ако се погледа у умањену верзију (нпр. ову слева), уочљиво је да се сиве линије без проблема виде на споју црне и црне „цигле” те на споју беле и беле. На споју црне и беле „цигле”, црта се не види добро, односно изгледа као део црне „цигле”. Кад би то било тачно, сиве би се линије чиниле испресецаним. Зато мозак тражи најједноставније решење, а то је да постоје равне црте између слојева „цигала”, али да су оне нагнуте на једну страну.

#### Крива перцепција боја
Поља A и B на слици лево су потпуно исте нијансе сиве боје. То се може потврдити гледајући GIF анимацију. За ту је варку заслужан Тед Аделсон, који ју је открио 1995. године. Једнако тако, дугачки правоугаоник на слици десно не прелази из светлије у тамнију нијансу сиве боје, него је целом дужином једнаке боје.
Механизам је у бити једноставан - мозак ставља боје у контекст, што је савршено логично (препознаће боју објекта, било да је у сенци или на светлу). Зато мозак у Аделсоновој варци узима у обзир сенку која прекрива поље B и према томе одређује које је то поље боје. На десној слици се чини да боја правоугаоника прелази из светлије у тамнију, јер мозак (поново) успоређује тај правоугаоник с околином (која прелази из тамније у светлију).

### Вишезначне слике
Постоје неке слике које се могу видети на разне начине. На приложеној слици могуће је видети главу патке (лево је кљун) или зеца (лево су уши, десно уста).
Наш мозак увек покушава да оптичке подражаје (који су заправо скуп боја) интерпретира као смислене целине. То постиже уочавањем познатих облика и закључивањем у складу с њима. Постоје облици који могу бити интерпретирани као више различитих познатих предмета. У овом случају, леви део објекта може подсећати на зечје уши или паткин кљун. Остатак слике је направљен тако да се заправо помоћу обе верзије могу перципирати смислене целине.

### Немогуће слике
Немогућа коцка користи два начина перцепције Некерове коцке и покушава их спојити у један, тако да је коцка подељена на два дела који су приказани на различите начине перцепције. Та је коцка у стварном свету немогућа, осим кад би се направила као на доњој слици (види се да су зелене странице пререзане), а гледалац би затворио једно око и стао на тачно одређено место. Пенроузов троугао и немогуће „виле” користе сличан механизам.
Немогуће слике такође користе изобличења при пројекцији тродимензионалних тела на дводимензионалну површину, али на такав начин да је нацртану ствар немогуће направити (а ни замислити) у три димензије.

## Примери
- Хоризонтални правоугаоник је испуњен једном бојом.
- Патка или зец?
- Проучите зелене и црвене делове коцке.
- Да би коцка стварно постојала, мора бити пререзана.
- Пенроузов троугао
- Немогуће „виле” - замислите их у тродимензионалном свету.
- У пресецима се објављују и нестају црне тачке
- Правоугаоник у средини има у целој ширини исту сенку
- Код приближавања и удаљавања главе се чини да се кругови покрећу
- У стварности поља А и Б имају исту боју